# Technique de l'attaque parabolique
La technique de l'attaque parabolique (pencilling en anglais) est une technique de lutte contre l'incendie en intérieur (milieu clos ou semi-clos) consistant à arroser le foyer par un jet d'eau parabolique. Ainsi, les gouttes se « déposent » sur le foyer, alors qu'avec une attaque directe, elles viennent le frapper brutalement.
Cette technique permet de ne pas perturber l'équilibre thermique (la stratification des couches gazeuses). Elle est alternée avec des techniques de refroidissement des gaz (ou techniques « 3D »), comme la technique du crayonnage ou la technique des impulsions.

## Faux ami
Le terme anglais pencilling signifie littéralement « crayonnage », mais la technique dite du crayonnage est différente.